# 尼奧紹號艦隊油料補給艦 (AO-48)
尼奧紹號（USS Neosho，AO-48）是肯納貝克級艦隊油料補給艦的6號艦，也是第3艘以尼奧紹河為名的美國海軍船艦。第3艘尼爾紹號原名卡托巴號（SS Catawba），是伯利恆鋼鐵公司麻雀角造船廠替飛馬牌石油公司（Socony Vacuum Oil）所建造。卡托巴號於1941年7月8日放置龍骨，12月23日下水。1942年7月18日改名尼奧紹號，8月4日在舊金山被美國海軍徵用，並在伯利恆鋼鐵公司舊金山聯合工廠進行改裝。1942年9月16日完工服役，編號AO-48，首任艦長為法蘭克·沃登（Frank L. Worden）中校。

## 第二次世界大戰
尼奧紹號服役後先是從美國西部海岸運送油料至夏威夷，12月3日，該艦前往薩摩亞群島，被編入第8勤務分隊，接著她前往萬杜納，被當做浮動油槽使用，但偶爾也會進行海上油補作業。1943年3月26日，尼奧紹號回到美國西岸，進行整修。
4月28日，尼奧紹號離開美國西岸，並在5月5日抵達阿拉斯加的荷蘭港，並參與阿留申群島的攻擊行動。美軍收復了阿圖島與吉斯卡島之後，尼奧紹號於11月份回到珍珠港，並隨即伴隨第50特遣艦隊出發攻擊吉爾伯特群島。完成任務後則加入馬紹爾群島的攻擊行動，負責提供燃料給第53特遣艦隊的船隻。
1944年2月6日，尼奧紹號進入馬約羅環礁，並負責補給前往進攻荷蘭地亞的船艦。當烏利西環礁被美軍占領時，尼奧紹號前往該地，並提供補給給進攻馬里亞納群島的船隻。
8月26日，尼奧紹號前往馬努斯島，並在那提供補給給進攻帛琉與雷伊泰的船隻。1944年12月至1945年1月，尼奧紹號伴隨第38特遣艦隊攻擊了南中國海，台灣，日本，與菲律賓的日本軍事目標。當2月份美軍第五艦隊攻擊硫磺島時，尼奧紹號亦是攻擊艦隊成員之一。尼奧紹號一直在中太平洋待到4月份，然後於4月30日回到美國西岸進行大修。完成檢修，並安裝新的雷達與射控系統後，尼奧紹號於6月7日回到烏利西，以提供補給給參與沖繩島行動的船隻，直到戰爭結束。
尼奧紹號在第二次世界大戰中共獲得13枚戰星。

## 民間運油船
尼奧紹號於1945年11月回到美國，撤除軍事裝備後於12月13日除役。1946年1月3日除籍，6月30日移交給美國商務部的海事管理局，回復原名卡托巴號。1947年售給飛馬牌石油公司，改名為塔斯卡盧薩號（Tascalusa）。1963年售出，改名亞斯卡盧薩號（Aascalusa），1964年出售給拆船商，2月於德國漢堡拆解。

## 外部連結
AO-48 Neosho （页面存档备份，存于）

Neosho－Dictionary of American Naval Fighting Ships